# Síntesi d'àcids grassos
La síntesi d'àcids grassos o biosíntesi d'àcids grassos és la creació d'àcids grassos des dels precursors acetil-CoA i malonil-CoA a través de l'acció d'enzims anomenats sintases d'àcids grassos. És una part important del procés de lipogènesi, el qual junt amb la glucòlisi està darrere de la creació dels greixos des dels sucres de la sang en els organismes vius.
Els àcids grassos són biomolècules molt importants en els éssers vius. Són els principals constituents dels triacilglicerols olis i greixos i dels fosfolípids. La seva biosíntesi és d'importància clau.
El principal precursor dels àcids grassos és el malonil-CoA, una molècula que prové de l'acetil-CoA. Totes les reaccions de síntesi d'àcids grassos tenen lloc en el citosol de les cèl·lules.

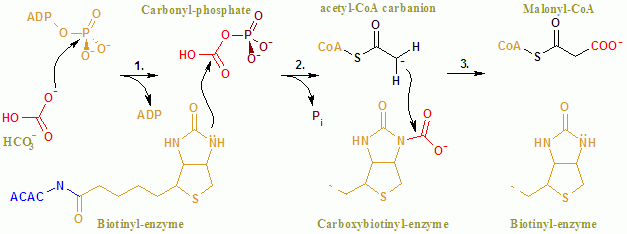
Síntesi de malonil-CoA; reacció de l'acetil-CoA carboxilassa.Els colors corresponen a: enzim, coenzims, substrats, ions metàl·lics, fosfat i hidrogencarbonat